# 백봉초등학교 장암분교
백봉초등학교 장암분교는 대한민국 충청북도 괴산군 청안면 부흥리 482에 있었던 공립 초등학교이다.

## 연혁
- 1950년 11월 3일 백봉국민학교 장암분교장 인가
- 1954년 4월 20일 운곡국민학교 장암분교장 개편
- 1955년 4월 1일 장암국민학교 승격인가
- 1955년 4월 21일 장암국민학교 개교
- 1985년 9월 2일 병설유치원 개원
- 1986년 10월 24일 서울 삼성국민학교와 자매결연
- 1992년 11월 2일 국화 및 시화전 개최
- 1993년 5월 12일 어린이날 개념 민속잔치 개최
- 1993년 11월 1일 대전 EXPO 견학(본교 및 유치원생)
- 1994년 3월 1일 백봉국민학교 장암분교장
- 1999년 9월 1일 폐교